# Hermann Stenner

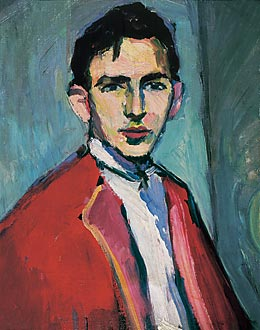
Selbstbildnis mit roter Jacke (1911)

Hermann Stenner (Bielefeld, 12 maart 1891 - Iłowa, Oostfront (Eerste Wereldoorlog), 5 december 1914) was een Duits kunstschilder. Zijn werk wordt vooral gerekend tot het expressionisme.

## Leven en werk
Stenner leerde kunstschilderen van zijn vader en maakte al op jonge leeftijd indrukwekkende kopieën van oude schilderijen. In 1909 ging hij naar de Kunstacademie in München. In 1910 switchte hij echter naar de Kunstacademie in Stuttgart om daar in de leer te gaan bij de impressionistische kunstschilder Christian Landenberger. Eenmaal in Stuttgart op de academie kwam hij sterk onder invloed van de expressionistische schilder en docent Adolf Hölzel. In maart 1912 liet Hölzel hem toe tot een speciale meesterklas in het 'Oude Kasteel', tijdens welke periode hij onder andere een lange excursie maakte naar Montjoie. Ook verbleef hij een enkele maanden in Parijs.
In 1913 nam Stenner deel aan de „Ersten deutschen Expressionisten-Ausstellung“ in Dresden. In datzelfde jaar werkte hij met Oskar Schlemmer en Willi Baumeister ook aan een aantal grote wandschilderingen in het hoofdgebouw van de Deutscher Werkbund, met het oog op een grote tentoonstelling in 1914.
In augustus 1914, bij de start van de Eerste Wereldoorlog, trad Stenner in militaire dienst en werd aan het westfront gestationeerd. Na twee maanden werd zijn regiment „Königin-Olga“ echter overgeplaatst naar het Oostfront, waar hij op 5 december sneuvelde tijdens een desastreuze aanval op het Poolse stadje Iłowa. Aldus onderging hij eenzelfde lot als August Macke, Franz Marc en Wilhelm Morgner, die eveneens omkwamen tijdens de Eerste Wereldoorlog.
De actieve periode van Stenner als creatief kunstenaar beslaat slechts vijf jaren. Niettemin wist hij een overtuigend oeuvre te scheppen van 280 schilderijen en een groot aantal tekeningen en gravures. Zijn vroege werken tonen een duidelijke invloed van het impressionisme. Vanaf 1911 is zijn werk duidelijk expressionistisch te noemen, vooral onder invloed van Hölzel.

## Galerij

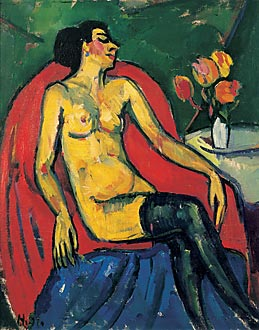
Zittend naakt met bos rozen op de tafel
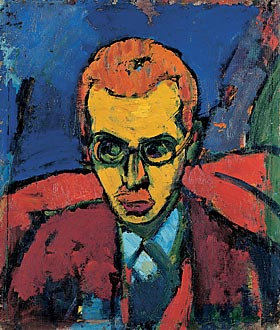
Johannes Itten
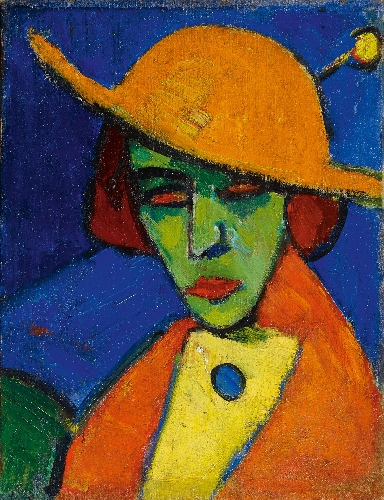
Groene vrouw met gele hoed
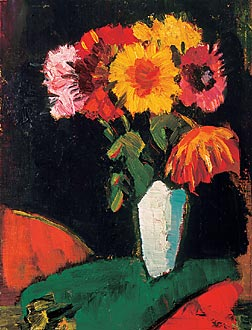
Bloemenstilleven
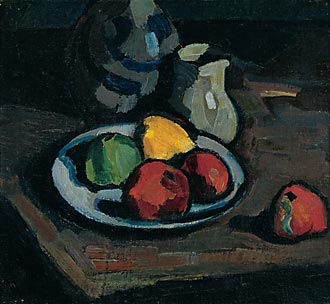
Stilleven met appels
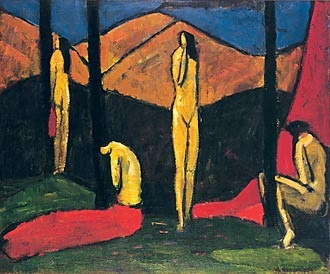
Vier naakten in landschap
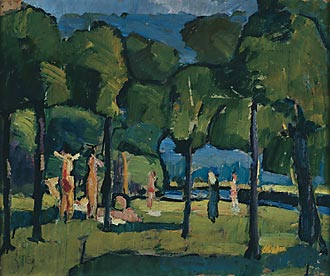
Zomers parklandschap
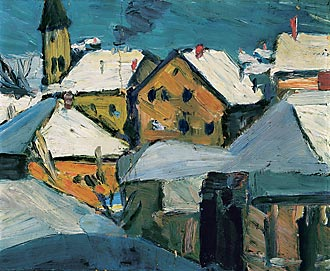
Dorplandschap in de winter
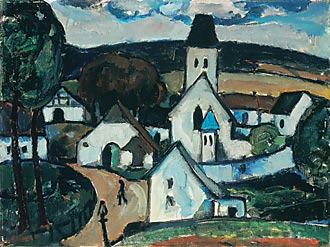
Kirchdornberg
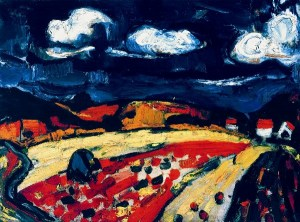
Rood veld